# Armadillidium pretusi
Armadillidium pretusi är en kräftdjursart som beskrevs av Cruz 1992. Armadillidium pretusi ingår i släktet Armadillidium och familjen klotgråsuggor. Inga underarter finns listade i Catalogue of Life.